# Сатир Герміона
Сатир Герміона (Hipparchia hermione) або сатир Альциона (Hipparchia alcyone) — вид денних метеликів родини сонцевиків (Nymphalidae).

## Поширення
Вид поширений у Південній, Центральній та Східній Європі, Північній Африці, Туреччині та на Кавказі. В Україні спостерігається локально у лісовій та лісостеповій зонах.
Населяє узлісся й галявини сухих соснових і змішаних лісів, просіки і вирубки в соснових лісах, рідколісся.

## Опис
Розмах крил — 30-33 мм. Крила зверху сірувато-коричневого забарвлення з яскраво-жовтою перев'яззю. У самців перев'язь з коричневим напиленням. Внутрішній край перев'язі на задніх крилах досить сильно зігнутий. Низ передніх крил повторює забарвлення верхньої сторони. Метелик зазвичай відпочиває на скелях.

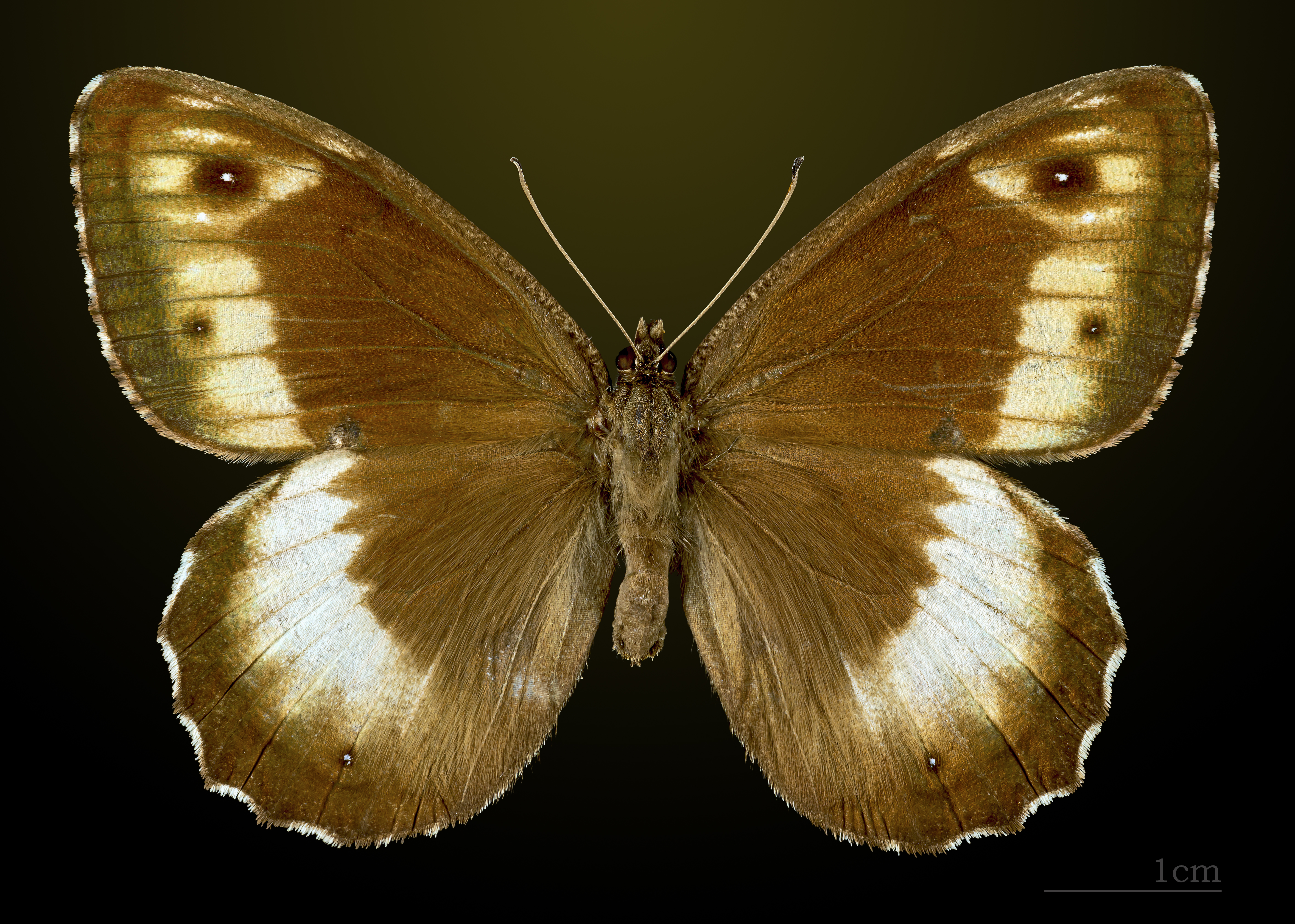
Дорсальна (верхня) сторона
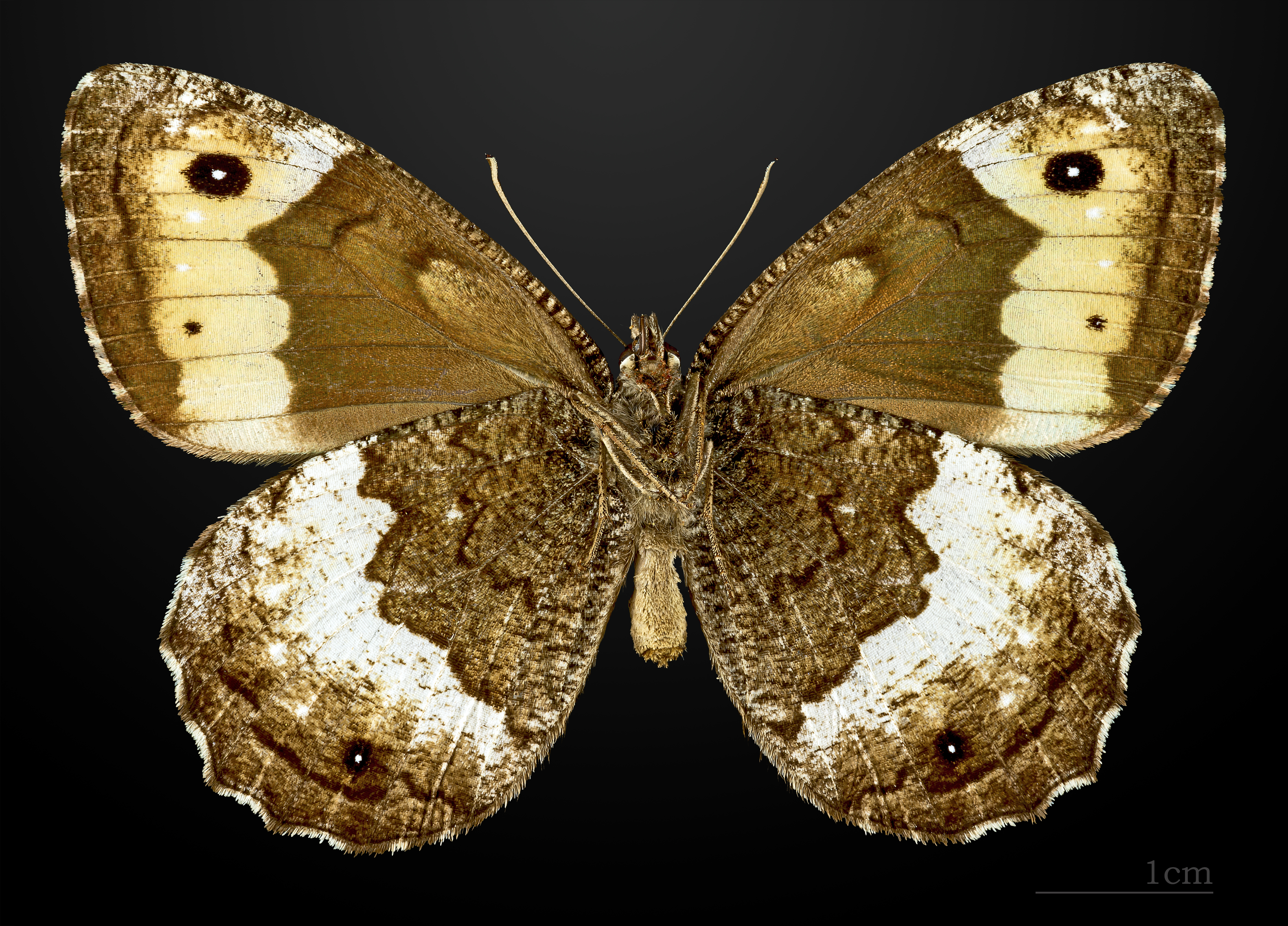
Вентральна (нижня) сторона

## Спосіб життя
Метелики літають з кінця червня до середини серпня. Кормовими рослинами гусені є куцоніжка та костриця.